# Alíates
Alíates (640–560 a.C.) foi o quarto rei da Lídia da dinastia mermnada. O seu reinado durou aproximadamente de 600 a.C. até 560 a.C.

## Contexto histórico
Depois de Giges da Lídia, Ardis e Sadiates II, Alíates foi o quarto rei da Lídia. Embora não se saiba com toda a certeza a origem do seu nome, supõem-se que o mesmo deriva da palavra lídia "walwi" (Leão). O pai e também o avô de Alíates haviam consolidado o reino no que hoje corresponde à Turquia ocidental, de modo que Alíates se sentiu seguro para embarcar numa política de conquistas. Em honra da verdade, as campanhas anuais contra Mileto já tinham começado anos antes de ele ser elevado a rei. A história desconhece se foi Alíates enquanto príncipe ou se foi seu pai que deram início a estas guerras.

## Política exterior a oeste
Segundo o historiador grego Heródoto de Halicarnasso, Alíates atacava o território de Mileto ano após ano, mas apenas se limitava a saquear campos e produtos facilmente transportáveis. Sabia que era praticamente inútil o assédio a Mileto visto o grande dominio do mar que esta cidade tinha. Durante as suas campanhas deixava intactas as casas das localidades por onde passava, para que os habitantes não sentissem necessidade de abandonar as suas terras, até porque Alíates necessitava dos produtos agrícolas e se os agricultores se deslocassem ficava sem poder obter os mesmos no ano seguinte.
Durante a quinta campanha militar as duas partas selaram um acordo de paz. Os térmites exactos deste tratado são incertos, no entanto Mileto permaneceu independente e os lídios ofereceram-se para reconstruir um dos templos de Milo.
Também se desconhece o que terá ganho Alíates com este tratado, mas é claro que teve de receber alguma coisa em troca da paz.
As suas campanhas anuais tinham sido muito fáceis e a guerra no seu conjunto era barata. Provavelmente terá recebido algo como uma concessão de comércio, ou uma aliança militar. Talvez Alíates necessita-se apenas de uma fronteira a Ocidente segura, visto que estava para dar início a uma nova guerra, desta vez contra os povos Medos.
Independentemente dos acordos que tenham sido assinados, Alíates enviou grandes oferendas ao Oráculo de Delfos.
As campanhas militares de Alíates haviam tido êxito onde as do seu bisavô Giges tinham fracassado: Os lídios capturaram Esmirna (confirmado por arqueólogos). Apesar de um ataque posterior a Clazómenes, que não teve o resultado esperado. Os lídios controlavam os portos de Esmirna e Colofão, e exerciam grande influencia sobre Mileto. Isto significa que controlavam os rios Meandro, Caístro e Hermos. Também eram os amos de Tróade.

## Política exterior a leste
A leste Alíates conquistou a antiga capital do reino frígio, Górdio, onde construiu uma fortaleza.
A expansão do Reino da Lídia rapidamente alcançou a zona atualmente correspondente à Turquia central, onde foi encontrar novos problemas. Foi o exemplo dos cimérios, que no passado tinham invadido a Frígia e que ainda permaneciam ativos, oferecendo uma ameaça a ter em conta. Alíates, no entanto foi capaz de os derrotar, no entanto a sua vitória não foi tão espetacular como era pretendido.
Com as suas primeiras incursões, as tribos, ainda nômades geralmente assentavam e por consequência perdiam muita da sua agressividade. Provavelmente os cimérios ter-se-iam tornado sedentários já por aquelas alturas, pelo que Alíates não teve grandes dificuldades na sua conquista.
Os povos medos foram outro inimigo. No ano 612 a.C. estes tinham derrotado os Assírios em aliança com os Babilónios. A cidade de Nínive tinha sido saqueada e os medos e babilônios dividiram entre si o império até ali tinha unificado por completo o Próximo Oriente.
Mais tarde o rei medo Ciaxares entrou na Ásia Menor a partir do Este, através da Armênia, invadindo a Capadócia. Durante cinco anos lutaram os medos e lídios repartindo-se mais ou menos as vitórias sem que houvesse um resultado definitivo.
Segundo Heródoto, durante o decurso da Batalha de Hális, no dia 28 de Maio de 585 a.C. aconteceu um eclipse total do sol (já previsto por Tales de Mileto e pelos Jônicos). Quando o eclipse acabou ambos os exércitos decidiram assinar a paz, a qual foi negociada por Siénesis I, rei da Cilícia, e por Labineto da Babilônia (este Labineto é provavelmente o mesmo homem que posteriormente se converteria no último rei da Babilônia, Nabonido). Para legitimar o tratado, Arienis, filha de Alíates, foi dada em casamento ao filho de Ciaxares, Astíages.
A fronteira entre a Lídia e o Império Medo foi estabelecida tendo por fronteira o rio Hális. Heródoto deixou-nos uma lista das nações que estavam submetidas ao domínio do filho de Alíates, Creso: e elas são todas as nações para Ocidente do rio Hális, que foram conquistadas pelos Lídios: Frígios, Mísios, Mariandinos, Cálibes, Paflagónios, Trácios, Tínios e Bitínios, como também os Cários, Jónios, Dórios, Eólios e Panfílios.
A pesar desta lista se referir a situação em 550 a.C., é provável que a maior parte destas tribos fossem conquistadas por Alíates.
Os Mísios, Mariandinos, Cálibes, Paflagônios, Trácios, Tínios e Bitínios viviam na região de Tróade e ao redor das orlas meridionais do Mar Negro e estavam sujeitos por tanto às conquistas e domínio de Alíates.
Os Dórios, Jônios e Eólios eram de origem grega e localizavam-se na Ásia Menor. Os Cários tinham sido aliados dos Lídios, pelo que é provável que tenham aceite a jurisdição lídia negociada com um casamento diplomático (a mãe de Creso era de origem Cária). Resta os Panfílios como para uma nova conquista. Os Quizás foram dominados por Creso. O longo reinado de Alíates, que durou 40 anos, teve margem suficiente para todas estas conquistas e ainda para sua última aquisição, a Panfília.

## Aliates em Heródoto
Heródoto descreve em Histórias: Livro I  Aliates como o rei da lídia que sucedeu Sadiates, sendo ele um dos cinco reis da dinastia mérmnada. Em seu reinado ele fez guerra contra Ciaxares, aos cimérios, conquistou Esmirna por volta de 600 a.C, e sofreu derrotas em seus ataques a Mileto e Clazómenas. Em Heródoto o reinado de Aliates foi marcado pela longa guerra contra Mileto e em sua cronologia ele extendeu por 57 anos, o que traduziria historicamente entre 617 e 560 a.C.

## Descendentes
Alíates teve pelo menos 2 esposas: uma de origem Cária que foi a mãe de Arienis e Creso (sucessor de Alíates no reino) e uma outra esposa de origem grega que foi a mãe de Pantaleón. Quando Alíates faleceu, ainda não estava claro quem o deveria suceder e o resultado por uma guerra civil os irmãos.
Da mesma maneira que o restantes reis da família, Alíates foi enterrado no cemitério real de Bin Tepe, nas proximidades de Sardes.
Foi precedido por Sadiates II e sucedido por Creso.